# Исаково (Вожегодский район)
Исаково — деревня в Вожегодском районе Вологодской области.
Входит в состав Мишутинского сельского поселения, с точки зрения административно-территориального деления — в Мишутинский сельсовет.
Расстояние по автодороге до районного центра Вожеги — 66 км, до центра муниципального образования Мишутинской — 10 км. Ближайшие населённые пункты — Горка, Погорелка, Фатьяново.
По переписи 2002 года население — 18 человек.